# Aimé Laussedat

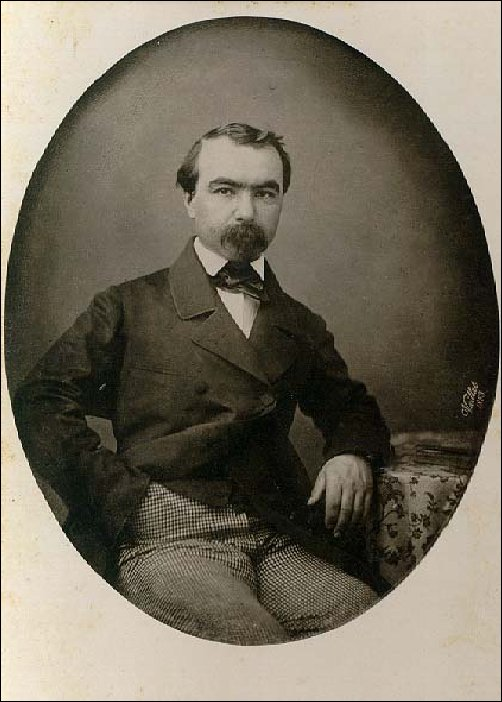
Aimé Laussedat

Aimé Laussedat (* 15. April 1819 in Moulins; † 18. März 1907 in Paris) war ein französischer Offizier und Wissenschaftler.

## Leben
Laussedat wurde im Jahre 1856 Professor der Geodäsie an der École polytechnique in Paris und 1881 Direktor des Conservatoire national des arts et métiers. Er veröffentlichte seine Ergebnisse in zahlreichen Berichten. 1867 wurden in Paris und später auch in Chicago die auf seinen Theorien basierenden Karten ausgestellt. 
1894 nahm die Académie des sciences in Paris Laussedat als Mitglied auf. Seit 1960 tragen die Laussedat Heights in der Antarktis seinen Namen.

## Werk
Laussedat gilt zusammen mit Albrecht Meydenbauer als einer der Väter der Photogrammetrie. 1851 veröffentlichte er seine Thesen in „Métrophotographie“. 1861 verwendete er als erster terrestrische Aufnahmen zur Herstellung topografischer Karten.
Er arbeitete im Jahre 1846 als junger Hauptmann an einer Karte der Pyrenäen in Frankreich. Um der mühsamen Feldaufnahme und dem ungenauen Freihandzeichnen von Perspektiven aus dem Weg zu gehen, bediente er sich der von William Hyde Wollaston erfundenen Camera lucida und erprobte sein neues Verfahren an der Fassade des Hôtel des Invalides in Paris im Jahre 1849. Nachdem sich dieses als realisierbar herausgestellt hatte, erstellte Laussedat im Folgejahr die erste topographische Aufnahme an der Festung von Vincennes im Jahre 1850. Um dem Fokussierungsproblem der Camera lucida aus dem Weg zu gehen, änderte Laussedat die Form der oberen Prismenfläche. Hierdurch wurde das Bild der Landschaft in die Ebene des Messtisches gebracht, so dass die Verwendung der Camera lucida ein relativ leistungsfähiges, genaues und schnelles Verfahren bot. Mit der Benennung dieses Verfahrens als Ikonometrie (griechisch: Messung des Bildes/Abbildes) verschaffte sich Laussedat einen Platz in der Wissenschaft. Für militärische Zwecke sowie für Entfernungsmessungen von bis zu 15 km kombinierte er die Camera lucida mit einem Teleskop.
Zur Zeit der Ikonometrie konnte man Landschaften durchaus schon mit Fotografie und der Camera obscura kartieren, doch waren Kamera und Filmmaterial, nach Meinung Laussedats, für den Feldeinsatz noch zu schwer und instabil. Auch stellte sich der Bildwinkel der Camera obscura von 25° im Gegensatz zu 60° bei der Camera lucida als eher ungünstig für topografische Aufnahmen heraus.
1859 baute der Optiker Bertaud in Zusammenarbeit mit dem Instrumentenbauer Brunner einen Prototyp der späteren Fototheodoliten, welcher nach den Forderungen für ein besseres Instrument von Laussedat entworfen wurde. Hierbei handelte es sich um eine fotografische Kamera mit einer Bussole und einer kleinen Libelle. Sie verfügte bereits über Rahmenmarken, welche auf das entstehende Bild projiziert wurden. Eine Fernrohrlibelle zur Horizontierung, ein Nonius zur diametralen Ablesung des Neigungswinkels des Fernrohres und ein Nonius zur Ablesung des Horizontalwinkels kamen bei der so genannten chambre obscure topographique schon zum Einsatz. Laussedat konnte 1859 Vertreter der Französischen Akademie für den Einsatz der chambre obscure topographique in der Kartografie überzeugen. Daraufhin beauftragte ihn das Kriegsministerium zur vollständigen topografischen Aufnahme des Ortes Buc nahe Versailles. Diese Karte umfasste ca. 200 ha und wurde in zwei Tagen aufgenommen. Im weiteren Verlauf wurde eine Spezialeinheit des Militärs aufgestellt, welche in den folgenden Jahren Aufnahmen von Paris, Teilen der Alpen, der Umgebung von Toulon, den Vogesen und dem Elsass nach Laussedats Vorbild machten. Die Erfassung des ca. 72000 ha großen Gebietes in einem Kartenmaßstab von 1:5000 bewies die Richtigkeit der theoretischen Grundlagen sowie des Verfahrens im Felde.
1858 unternahm der Fotograf Gaspard-Félix Tournachon, besser bekannt unter seinem Pseudonym Nadar, erste fotografische Versuche aus einem Ballon heraus, bei denen er von Laussedat beraten wurde. Laussedat interessierten jedoch die terrestrischen Aufnahmen mehr, weshalb er sich der Verbesserung seiner Instrumente widmete.

## Veröffentlichungen (Auswahl)
- La métrophotographie. Gauthier-Villars, Paris 1899.